# روزيلا أيان
روزيلا أيان (مواليد 16 مارس 1996)، هي لاعبة كرة قدم مغربية في نادي توتنهام هوتسبير ومنتخب المغرب للسيدات.

## حياتها
ولدت في مدينة ريدينغ انجلترا، لأب مغربي وأم اسكتلندية.

## الإنجازات
تشيلسي
- الدوري الإنجليزي الممتاز : 2015
- كأس الاتحاد الإنجليزي : 2014–15

 المغرب
- كأس أمم إفريقيا للسيدات :
  -  الوصافة : 2022

## روابط خارجية
- غزالة عيان على موقع الاتحاد الأوربي (الإنجليزية)
- غزالة عيان على موقع قاعدة بيانات كرة القدم.إي يو (الإنجليزية)
- غزالة عيان على موقع Soccerway.com (الإنجليزية)